# Романов, Михаил Тимофеевич
Михаил Тимофеевич Романов (1891—1941) — советский военачальник, генерал-майор. Особенно отличился будучи командиром 172-й стрелковой дивизии на днепровском рубеже при обороне Могилёва.

## Биография

### Ранние годы
Михаил Тимофеевич Романов родился 3 ноября 1891 года в Нижнем Новгороде. Русский. Его отец, Тимофей Фёдорович Романов, цеховой ремесленник, умер, когда сыну было 15 лет. К этому времени, Михаил Романов окончил на отлично городское училище. После смерти отца у него на руках осталась мать Анна Николаевна и младшая сестра Юлия. Для того, чтобы содержать семью, Романов стал работать ремесленником-надомником по пошивке фуражек для торговцев Сорокиных.

### Первая мировая и гражданская война
В 1915 году был призван в армию. Окончил Чистопольскую школу прапорщиков. Командовал ротой в составе 72-го полка в Ржеве, поручик. После февральской революции, уже на Западном фронте, выбран солдатами в полковой комитет. В Красной Армии с 1918 года. Окончил пехотную командирскую школу. Полк, в котором Романов был начальником полковой школы, направлен на Восточный фронт, принимал участие в боях с колчаковцами. Участвовал в боевых действиях в Туркестане.
В должности помощника командира полка Романов участвовал в ряде операций, был ранен в голову. В госпитале с ним беседовал Михаил Васильевич Фрунзе. После выздоровления за проявленные в боях с басмачами незаурядные командирские способности и доблесть назначен командиром 11-го полка.

### В межвоенные годы
После Гражданской войны Романов командовал 50-м стрелковым полком 17-й дивизии в Нижнем Новгороде, а с 1931 по 1938 год — 18-м стрелковым полком в г. Ливны. В 1938 году назначен заместителем командира 55-й стрелковой дивизии, а осенью 1939 года назначен командиром формирующейся в районе Белгорода 185-й стрелковой дивизии. 4 ноября, к годовщине Советской власти, ему присвоено воинское звание комбриг. В 1940 году, при введении генеральских званий, ему присвоено звание генерал-майора, а после окончания шестимесячных курсов усовершенствования командного состава при Академии Генерального штаба он назначен командиром 172-й стрелковой дивизии, сменив на этом посту зачисленного в Академию Генерального штаба полковника Крейзера.

### Оборона Могилёва
Начало Великой Отечественной войны Михаил Тимофеевич встретил в должности командира 172-й стрелковой дивизии, накануне войны выехавшей для прохождения летней учёбы в Тесницких лагерях под Тулой. Уже 26 июня первый эшелон дивизии отбыл на запад, с 28 июня по 3 июля части дивизии сосредоточивались в районе Могилёва, совершенствовали оборонительные сооружения. Романов со своим штабом прибыл в район Могилёва к исходу 30 июня. 5 июля 172-я стрелковая дивизия Романова подчинена прибывшему из-под Орши штабу 61-го стрелкового корпуса генерал-майора Ф. А. Бакунина. В соответствии с указанием Бакунина, дивизия Романова заняла оборону по западному берегу Днепра. 7 июля штабом Западного фронта был отдан приказ о передаче в состав отходящей 13-й армии 61-го стрелкового корпуса с входящей в его состав 172-й стрелковой дивизией генерала Романова.
Несколькими днями ранее описываемых событий, 3 июля 1941 г., передовые отряды гитлеровцев вышли на дальние подступы к Могилёву. Разведотряды дивизий 61-го стрелкового корпуса завязали с ними бои, положив тем самым начало 23-дневной героической обороне. 5 июля 1941 г. передовые отряды 172-й дивизии генерала Романова встретили противника и сдерживали в течение дня 6 июля на рубеже реки Друть, в районе Белыничей, Запоточье, Олень. Переправу противника через реку Друть удалось предотвратить. 5—8 июля бои носили наиболее ожесточённый характер. Попытки танковых частей гитлеровцев с ходу захватить Могилёв были сорваны стойким отпором советских войск. Противник понёс большие потери в живой силе, подбитыми и сожжёнными танками. Гитлеровцам не удалось лобовой атакой сломить нашу оборону и после 8 июля в районе Могилёва наступило небольшое временное затишье. 11 июля после продолжительной бомбардировки и обстрела из дальнобойных орудий, налетов авиации гитлеровцы начали сильное наступление на всем фронте 172-й дивизии генерала Романова. 11, 12 и 13 июля шли непрерывные бои на участках, обороняемых дивизией. Глубина нашей обороны была примерно до 25 км. Враг вклинился местами до 16 километров. Однако, используя резервы, умело маневрируя силами, генерал Романов организовал ряд контратак, в итоге которых враг был отброшен и линия обороны выровнена. С 13 июля гитлеровцы, форсировав Днепр южнее Быхова, стали расширять плацдарм в районе Сидоровичей. Враг понял, что наша оборона ослаблена, и решил отрезать части, находившиеся в самом Могилёве, от частей, оборонявшихся на станции Луполово. 14 июля части 24-го и 46-го танковых корпусов Гудериана, обойдя Могилёв с двух сторон (46-й корпус — севернее, 24-й корпус — южнее Могилёва), воссоединились в населённом пункте Чаусы, замыкая окружение. Части 172-й дивизии и один полк 110-й стрелковой дивизии оказались в тесном кольце, но продолжали ожесточенные, неравные бои. С 13 по 21 июля 172-я дивизия ежедневно по нескольку раз в день отражала атаки танков и пехоты противника на переднем крае, но только на некоторых направлениях противнику удавалось вклиниться в нашу оборону, однако организованным огнём и решительными контратаками положение на переднем крае обороны всякий раз восстанавливалось. С 21 по 25 июля танки и пехота противника, поддержанные ещё более мощными ударами авиации, артиллерии и миномётов, на ряде участков пробили оборону 172-й дивизии. Продолжая сопротивление, вновь и вновь переходя в контратаки, полки дивизии вынуждены были отойти на ближние подступы к Могилёву. К 26 июля материальные возможности обороны города были полностью исчерпаны. Несмотря на огромные потери, те, кто остался в строю, были преисполнены мужества и готовности продолжить неравную борьбу. Однако Романов понял, что в ходе сражения наступил такой момент, когда дальнейшая оборона днепровского рубежа на ограниченном участке не могла уже более иметь оперативного значения. Попытка оставаться далее на занимаемых позициях угрожала истреблением подчиненных ему войск. Боеприпасы и продовольствие были израсходованы, пополнить их не было никакой возможности. Линия фронта откатилась далеко на восток.
26 июля командующий 61-го стрелкового корпуса генерал-майор Бакунин собрал совещание, на котором обсуждалась возможность вывода оставшихся сил корпуса из окружения. Решили начать его вечером 27 июля. Командир 172-й стрелковой дивизии генерал Романов, соединение которого было отрезано от остальных сил 61-го корпуса, на общем совещании, естественно, не был. Не имея надежной связи с корпусом, он принял решение о выходе из окружения самостоятельно.
В ночь на 26 июля Михаил Тимофеевич Романов собрал совещание в штабе дивизии в помещении городской школы № 11 по ул. Менжинского. Сюда были вызваны командиры, комиссары и начальники штабов стрелковых полков и других частей, подчиненных дивизии. Из свидетельств участников этого совещания удалось достаточно точно восстановить его ход. Генерал Романов открыл совещание следующим сообщением:
«Утром 24 июля в штаб дивизии из 747-го стрелкового полка были доставлены два парламентера — офицер и солдат из полка „Великая Германия“ с белым флагом и белыми повязками на рукавах, без оружия. Они вручили мне документ, адресованный начальнику Могилёвского гарнизона и подписанный командиром 7-го армейского корпуса. В документе в ультимативной форме высказывалось требование о немедленном прекращении сопротивления и сдаче города, в этом случае враг обещал снисхождение к пленным. Ознакомившись через нашего переводчика с содержанием документа, мы с комиссаром дивизии сказали парламентерам, что их командование заблуждается, полагая, что защитники Могилёва добровольно сложат оружие. В истории Красной Армии ещё не было случая, чтобы гарнизон сдавался на милость врага, не исчерпав всех возможностей обороны, а советские части, обороняющие днепровский рубеж у Могилёва, являются верными наследниками традиций своих отцов. После этого ультиматум был возвращен парламентерам, и они отправлены восвояси».

В заключение совещания Романов огласил следующий приказ: 
«1. Противник окружает нас с запада, с севера и юга пехотными частями 7-го армейского корпуса, с востока действует дивизия СС „Райх“».
«2. 27 июля с наступлением темноты всем частям и штабам оставить гор. Могилёв и начать пробиваться из окружения: а) частям, действующим на левом берегу р. Днепр, под общим командованием командира 747-го стрелкового полка Щеглова прорываться в северном направления, пункты прорыва на местности назначить командиру полка. По прорыву кольца окружения повернуть на восток в направлении лесов, что восточнее Могилёва, и двигаться до соединения со своими частями; б) частям, обороняющимся на правом берегу р. Днепр, под общим командованием командира 388-го стрелкового полка Кутепова прорываться из окружения в юго-западном направлении вдоль Бобруйского шоссе на кирпичный завод и далее в лес в районе д. Дашковка, в тыл врага. В дальнейшем, следуя в южном направлении, вдоль р. Днепр, переправиться на его левый берег и после этого двигаться в восточном направлении до соединения со своими частями; в) группе управления дивизии, штабу дивизии, дивизионным частям (батальон связи, саперный батальон и др.) двигаться за 388-м стрелковым полком во втором эшелоне».
Отдав боевой приказ, генерал Романов дал ещё ряд указаний: всем частям, штабам и подразделениям все имущество и вооружение, которое невозможно увезти с собой, привести в негодность или уничтожить; все деньги, которые в большой сумме хранились в финансовой части, сжечь; все боевые документы (коды, шифры и т. д.) сжечь; всех раненых, неспособных следовать самостоятельно, оставить в Могилёве в дивизионном госпитале вместе с медицинским персоналом. Старшим назначить врача 224 отдельного мед.батальона военврача 3-го ранга Владимира Петровича Кузнецова.
С 5 по 25 июля 1941 года части 172-й дивизии, героически обороняя Могилёв, сковывали значительные силы немецких войск. Дивизия генерала Романова противостояла 3-й танковой и 10-й моторизованной дивизиям 24-го танкового корпуса танковой группы Гудериана. Длительная оборона могилёвского рубежа не позволила гитлеровцам произвести фактическую оккупацию занятой ими территории, что дало возможность большому количеству наших войск в составе соединений, частей, подразделений мелкими группами и в одиночку выйти из окружения, соединиться со своими частями. Удерживая Могилёв в своих руках, советские войска в немалой мере нарушали систему снабжения гитлеровских войск. Могилёв являлся крупным узлом железных и шоссейных дорог и должен был служить перевалочным пунктом для следовавших с запада людских резервов и воинских грузов. Поэтому гитлеровское командование дополнительно бросило в 20-х числах июля крупные силы трёх дивизий своих войск на подавление сопротивления обескровленной, лишённой всякой связи с тылами, 172-й дивизии генерала Романова, хотя было ясно, что её сопротивление не может продлиться долго.
Вот что пишет о Романове бывший заместитель начальника штаба 13-й армии Семён Павлович Иванов:
Командир дивизии генерал М. Т. Романов показал себя хорошим организатором боя, он умело и твёрдо руководил частями, мужественно и храбро вёл себя в смертельно опасных ситуациях.

### Плен и смерть
Судя по мемуарам Мерецкова, генерал-майор Романов из первого окружения вышел, и вышел достойно, иначе не получил бы нового назначения с повышением — начальником штаба 34-й армии:
| 11 сентября неподалёку от деревни Заборовье мы установили контакт со вторым эшелоном штаба 34-й армии. Здесь оказались начальник артиллерии армии генерал-майор артиллерии В. С. Гончаров и командарм К. М. Качанов. Оба они ничего толком о своих войсках не знали и выглядели растерянными. Через день армейское руководство было заменено. Исполняющим обязанности командарма стал генерал-майор П. Ф. Алферьев, начальником штаба — генерал-майор М. Т. Романов, начальником артиллерии — генерал-майор артиллерии М. Н. Чистяков.— Мерецков К. А. На службе народу. — М.: Политиздат, 1968. |

Об этом же свидетельствует и награждение орденом Красного Знамени (см. ниже).
Согласно личной карте военнопленного генерал-майора Романова Михаила Тимофеевича, он был пленён 22 сентября 1941 года и числился в плену как командир 172-й стрелковой дивизии. Расхождений здесь нет, так как официальный приказ о новом назначении состоялся только 24 сентября, то есть уже после пленения Романова.
Сначала Романов находился в Луполовском лагере смерти, а затем был заключён 19 ноября 1941 в концлагерь Хаммельбург, где и умер 3 декабря 1941 года от последствий пулевого ранения, полученного на фронте. Захоронен на лагерном кладбище. В плену вёл себя достойно, что отмечалось допрашивавшим его офицером немецкой армии. В ходе допроса указал ложные данные о подчинённости его дивизии и фамилии командира корпуса.

## Награды
- Орден Красного Знамени (9 августа 1941 года)[7]
- Медаль «XX лет РККА» (22 февраля 1938 года)

## Память
- В кинофильме «Битва за Москву» образ генерал-майора М. Т. Романова воплотил народный артист России Борис Щербаков, но при этом ошибочно указано, будто он был повешен фашистами в Борисове.
- Образ использован в фильме «Днепровский рубеж» (Беларусь, 2009).
- Бюст М. Т. Романова установлен на улице Челюскинцев в городе Могилёве.
- В Музее Славы Могилёвщины представлены экспозиции, посвящённые обороне Могилёва.

## Семья
Жена — Мария Ефимовна Романова (урожд. Демиденко).
Дети: 
- Всеволод (1922—1934), погиб на фронте[10]
- Юрий (род. 1923)[11]
- Римма (род. 1927).